# Herbert Tropper
Herbert Tropper (* 21. Oktober 1931 in Himmelberg; † 25. Juli 2023 ebenda) war ein österreichischer Politiker der ÖVP, der in der Kärntner Landespolitik aktiv war.
Tropper war katholisch und promovierter Ingenieur.
Tropper war ab 1955 Feldkirchner Bezirksobmann des Bauernbundes und ca. 1970–1998 Finanzreferent des Kärntner Bauernbundes. Er gehörte dem Landtag von 1965 bis 1979 während der 22. Gesetzgebungsperiode (als Nachrücker), 23. Gesetzgebungsperiode und der 24. Gesetzgebungsperiode (zunächst als stellvertretender Klubobmann, später als Klubobmann) an. Als Abgeordneter war er ein maßgeblicher Lobbyist für die Gründung der ersten höheren Schulen in Feldkirchen in Kärnten: Einer HAK 1970 und eines BORG 1979.

## Belege
1. ↑  Parten : Parten. In: bestattung.feldkirchen.at. Abgerufen am 3. August 2023.
2. ↑  Traueranzeigen von Herbert Tropper – trauer.kleinezeitung.at. In: trauer.kleinezeitung.at. Abgerufen am 8. August 2023.
3. 1 2 3 4  Traueranzeige der ÖVP auf S. 41 der Kleinen Zeitung vom 3. August 2023
4. ↑  Pfarrblatt Nr. 459 der Pfarren Himmelberg und Außerteuchen. In: kath-kirche-kaernten.at. Abgerufen am 3. August 2023.
5. ↑  GESCHICHTE - Kärntner Bauernbund. In: kaerntner-bauernbund.at. Abgerufen am 3. August 2023.
6. ↑  Kalendarium der frühen Entwicklungsphasen der Feldkirchener Bundesschulen. In: hans-neuhold.at. Abgerufen am 3. August 2023.

| Personendaten    | Personendaten                    |
| ---------------- | -------------------------------- |
| NAME             | Tropper, Herbert                 |
| KURZBESCHREIBUNG | österreichischer Politiker (ÖVP) |
| GEBURTSDATUM     | 21. Oktober 1931                 |
| GEBURTSORT       | Himmelberg                       |
| STERBEDATUM      | 25. Juli 2023                    |
| STERBEORT        | Himmelberg                       |